# Final Fight Revenge
Final Fight Revenge (ファイナルファイト リベンジ) é um jogo eletrônico de luta 3D norte-americano lançado em 1999. O jogo foi produzido pela divisão norte-americana da Capcom, aqueles que mais tarde produziram Maximo: Ghosts to Glory e Final Fight: Streetwise. Final Fight Revenge foi lançado para arcades em julho de 1999 e é a primeira e única sequência de Final Fight lançada nos arcades. Uma versão caseira foi lançada para o Sega Saturn em 30 de março de 2000 exclusivamente no Japão, foi o último jogo da Capcom oficialmente lançado para o console. Uma versão para Dreamcast estava em desenvolvimento mas foi cancelada.